# جيف هولت
جيف هولت (بالإنجليزية: Geoff Holt)‏ هو ربان ‏ بريطاني، ولد في 24 فبراير 1966 في بورتسموث في المملكة المتحدة.